# Giuseppe Bertini (presbitero)
Giuseppe Bertini (Pisa, 1º agosto 1916 – Quercioli di Massa, 10 settembre 1944) è stato un presbitero, partigiano e antifascista italiano, medaglia d'oro al merito civile.

## Biografia
Ordinato sacerdote nel 1941, due anni dopo viene trasferito a Molina di Quosa come parroco.
Impegnato attivamente in aiuto della Resistenza, nasconde fuggitivi e partigiani, cura i feriti e si fa promotore di attività di supporto logistico.
Ben presto entra a far parte della lista dei sospettati e il 31 agosto 1944 durante un rastrellamento, per proteggere dei partigiani nascosti in canonica, si offre volontario ai tedeschi.
Messo ai lavori forzati prima e successivamente sottoposto a pesanti interrogatori nel carcere della Rocca Malaspina a Massa, visto il suo silenzio e il rifiuto a denunciare come partigiani i propri parrocchiani, viene fucilato dopo pochi giorni a Quercioli di Massa.

## Onorificenze

### Riconoscimenti
A Molina di Quosa gli sono state dedicate una piazza, una lapide sulla parete della chiesa dove esercitò il suo breve ma «alto ministero» e il suo nome figura sull'obelisco ai caduti, così come nel Parco della Resistenza del monte Brugiana a Bergiola Maggiore, frazione di Massa.